# صموئيل بي. هورن
صموئيل بي. هورن (بالإنجليزية: Samuel B. Horne) هو عسكري أمريكي، ولد في 3 مارس 1843 في Belleek, County Fermanagh ‏ في المملكة المتحدة، وتوفي في 18 سبتمبر 1928 في كونيتيكت في الولايات المتحدة.